# Ecological Indicators
Ecological Indicators ist eine englischsprachige wissenschaftliche Fachzeitschrift.

## Themen
Das sich mit Ökologie befassende Journal veröffentlicht wissenschaftliche Publikationen aus dem Feld Monitoring, Assessment (Bestandsaufnahme) und Management. Sie erscheint bei Elsevier und wird seit 2021 im Open Access veröffentlicht. Chefredakteur ist Prof. Giovanni Zurlini von der Università del Salento (Stand 2025). Das Printausgabe-Abonnement für das Jahr 2013, die Bände 24–35, d. h. 12 Ausgaben, kosten für Privatpersonen etwa 600 €.

## Inhalte
Das Journal veröffentlicht Original Research Papers, Review-Artikel, Special-Themenausgaben, Short notes und Fallstudien, Standpunkt-Artikel (Meinungsartikel), Letters to the Editor und Buchbesprechungen.
Der Impact Factor der Zeitschrift lag 2012 bei 2,890. Damit belegte sie in der Statistik des ISI Web of Knowledge Rang 43 von 209 Zeitschriften in der Kategorie Umweltwissenschaften.